# Casa Rosso

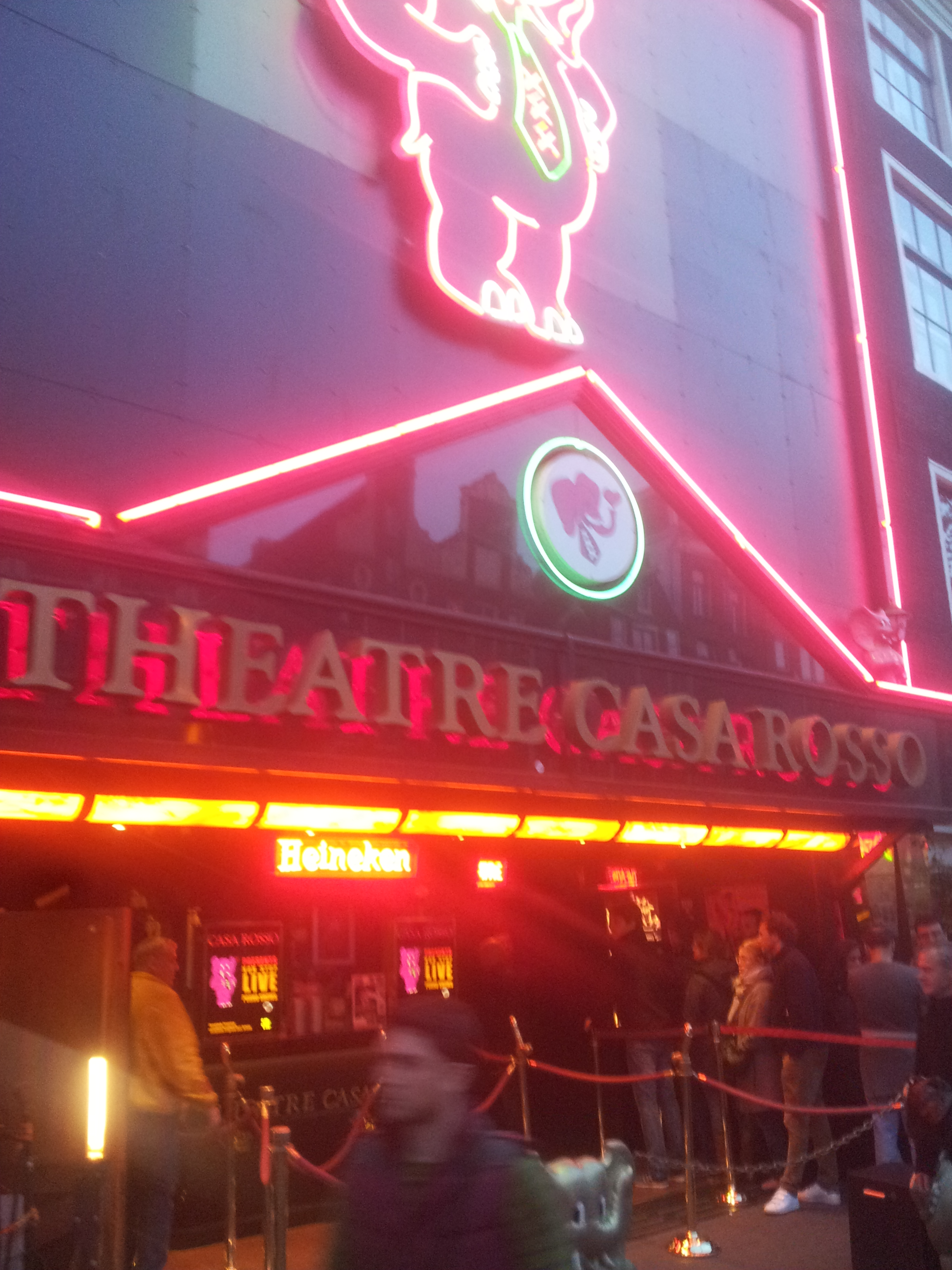
Casa Rosso

Casa Rosso is een erotisch theater gevestigd aan de Oudezijds Achterburgwal op de Wallen in Amsterdam. In het theater worden erotische acts opgevoerd die uiteenlopen van stripteases tot stellen die seks hebben. Casa Rosso is onderdeel van de Janot Entertainment Group en was eigendom van Jan Otten, die in 2024 overleed. Sinds zijn overlijden heeft zijn weduwe Diana Jabbour-Otten de onderneming overgenomen.
Casa Rosso werd in 1969 opgericht door Zwarte Joop. Eerst was Casa Rosso alleen een seksclub, de eerste met liveseks op een podium. Later werd het ook een gokcentrum.
Op 16 december 1983 stichtte een ex-personeelslid brand in Casa Rosso. Dertien mensen kwamen om het leven. De brandstichter was een schoonmaker die net daarvoor was ontslagen. Na de brand werd de Casa Rosso iets verderop aan dezelfde gracht opnieuw in gebruik genomen.
In 2008 maakte de gemeente Amsterdam bekend dat Casa Rosso mogelijk moet sluiten, net als de Bananenbar. Volgens de gemeente vinden er in de Bananenbar criminele activiteiten plaats zoals witwassen van geld. Zo zou het theater zijn gefinancierd met geld van Charles Geerts. Op 3 november 2009 is bekend geworden dat Casa Rosso en de Bananenbar toch open kunnen blijven. Otten heeft de verdenkingen weten te weerleggen. Daardoor hebben zijn seksbedrijven toch een vergunning gekregen.